# Glaucope cendré
Callaeas cinereus
Espèce
Statut de conservation UICN

 CR (peut-être éteint)D : 
En danger critique
Le Glaucope cendré (Callaeas cinereus), aussi appelé kōkako en māori, est une espèce d'oiseaux endémique de Nouvelle-Zélande, vivant en milieu forestier.

## Description
Il possède un plumage gris et arbore un masque noir ainsi que des bajoues vivement colorées caractéristiques. Il fait partie de la famille des Callaeidae au même titre que le Huia dimorphe (Heteralocha acutirostris), aujourd'hui éteint, et que le Créadion rounoir (Creadion carunculatus), fortement menacé. Auparavant largement répandu à travers les deux îles principales de la Nouvelle-Zélande, l'introduction de prédateurs exotiques tels que phalangers renards,  furets,  hermines,  chats,  rats et souris ont fortement contribué à réduire la population de glaucopes cendrés à quelques groupes variant entre quelques et plusieurs centaines d'individus, disséminés à travers l'Île du Nord.

## Systématique
Il existe deux sous-espèces de glaucope cendré, bien que l'une d'entre elles soit à présent éteinte.

## Caractéristiques générales
- Taille : 38 cm
- Masse : 230 g
- Âge maximal : 20 à 30 ans
- Il n'y a pas de dimorphisme sexuel.

## Kōkako de l'Île du Nord
Sa sous-espèce Callaeas cinereus wilsoni, se distingue par des bajoues d'un bleu pastel (ces dernières sont en fait roses à la naissance mais la couleur évolue avec l'âge). Cette espèce est menacée suivant les critères de la Liste rouge de l'UICN puisque l'on ne compte que 400 couples à l'état sauvage (recensement de septembre 2004). Cependant, le kōkako fait l'objet d'un actif programme de préservation de la part du D.O.C. (Department of Conservation), ministère de l'environnement néo-zélandais. En effet, celui-ci s'est fixé comme objectif d'atteindre d'ici 2020 le quota de 1 000 couples répartis dans une vingtaine de réserves sur l’île principale et sur quelques îles préservées telles Tiritiri Matangi, Île de Kapiti ou Little Barrier Island. Ce projet repose essentiellement sur le contrôle des espèces invasives, et notamment des opossums et des rats, ainsi que sur un intense programme de réintroductions dans différents sites où le kōkako était présent il y a encore quelques décennies de cela. C'est pourquoi, les écologues sont optimistes sur une survie à long terme du glaucope cendré.

Kokako de l'île du sud

## Kōkako de l'Île du Sud
Sa sous-espèce Callaeas cinereus cinereus, aux bajoues orange, a été officiellement déclarée éteinte par le D.O.C. le 16 janvier 2007. Il n'y a pas eu une seule observation confirmée de cette sous-espèce depuis plusieurs dizaines d'années, même si quelques-unes non confirmées ont eu lieu de manière anecdotique.

## Comportement et écologie
Le kōkako est célèbre pour son chant, extrêmement puissant et varié, ressemblant, de loin, à des notes d'orgues. Les appels que lancent les mâles pour délimiter leur territoire portent à des kilomètres à la ronde. Cette mélopée est très étrange, donnant une impression de ralenti par rapport aux chants des autres oiseaux. Les couples se forment généralement pour la vie (qui pourrait atteindre une vingtaine d'années) et chantent généralement de concert durant une heure environ tôt le matin. Ces chants différent suivant les individus et chaque population possède ce qui pourrait être considéré comme un « dialecte ».
Le kōkako vole mal et ne soutient pas plus de 100 m en battant des ailes. Ces dernières sont d'ailleurs particulièrement courtes et arrondies, ce qui explique certainement ses piètres performances. Pour se déplacer, le glaucope cendré préfère se déplacer, toujours avec son conjoint, en sautillant de branche en branche à travers l'épais feuillage des forêts humides primaires qui constituent son habitat. Il passe la journée à patrouiller son territoire à la recherche de feuilles, de crosses de fougères, de fleurs, de fruits et d'insectes. Il utilise pour cela ses puissantes jambes. En fait, il se comporte d'une certaine manière comme les  écureuils des forêts occidentales. Ses arbres de prédilection sont les Podocarpus néo-zélandais tels le rimu ou le mataï.

## Mythologie māorie
La culture māori fait à de nombreuses reprises référence au kōkako. Dans la plus célèbre d'entre elles, il donne à boire au héros Māui lors de son combat contre le soleil en imbibant ses plumes d'eau et en les lui présentant afin de le rafraîchir. Māui récompense le kōkako pour son soutien en lui étirant les jambes jusqu'à ce qu'elles soient suffisamment longues et puissantes pour lui permettre de se déplacer dans les arbres pour rechercher sa nourriture.

## Dans la culture néo-zélandaise
Le glaucope cendré figure sur le verso du billet de 50 $ néo-zélandais.
Il est également l'icône de la protection des forêts primaires de Nouvelle-Zélande et de la lutte contre l'abattage des arbres par les industries forestières dans les années 1980.